# Prunus fruticosa
Prunus fruticosa är en rosväxtart som beskrevs av Pall.. Prunus fruticosa ingår i släktet prunusar, och familjen rosväxter.
Arten förekommer i Eurasien från västra Tyskland och Italien till västra Sibirien, Kazakstan och västra Kina (provinsen Xinjiang). Prunus fruticosa hittas ofta vid skogarnas kanter där buskskogar ansluter. Den växer även på ängar med glest fördelade buskar och i klippiga stäpper.
Intensivt skogsbruk i Europa påverkar beståndet negativ. IUCN listar arten på grund av den stora utbredningen som livskraftig (LC).

## Underarter
Arten delas in i följande underarter:
- P. f. shojo
- P. f. taizanfukun
- P. f. dubia
- P. f. ambigua
- P. f. typica
- P. f. pendula
- P. f. pendula
- P. f. dispar
- P. f. aucta

## Bildgalleri

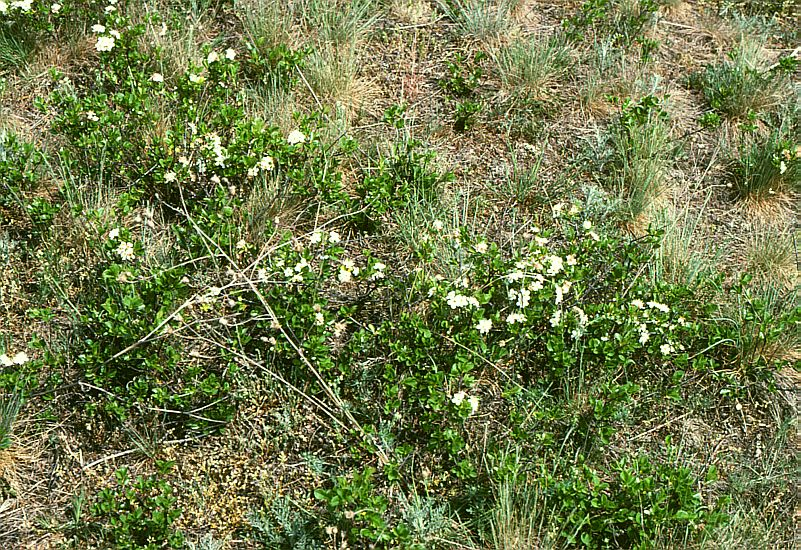
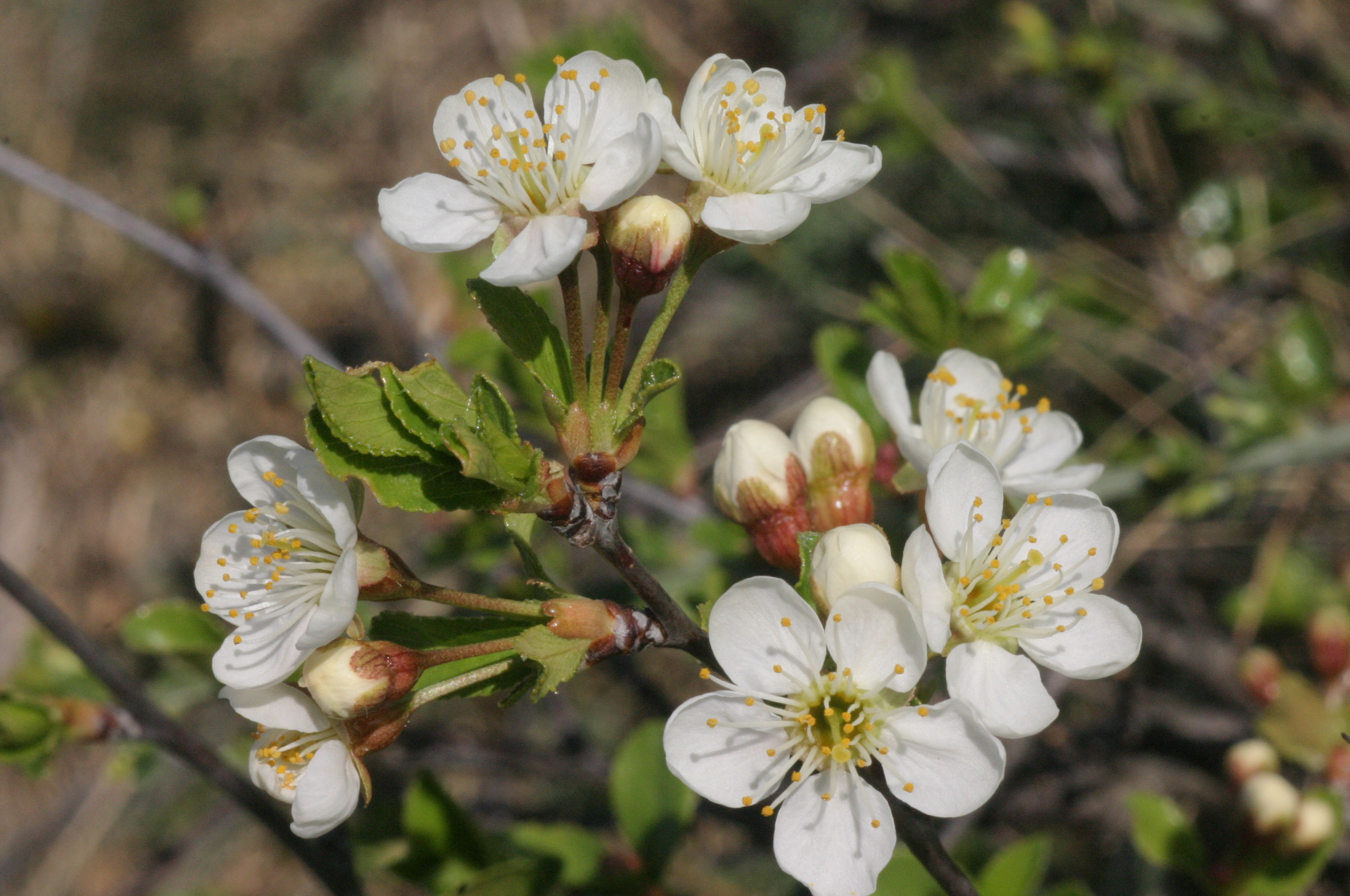
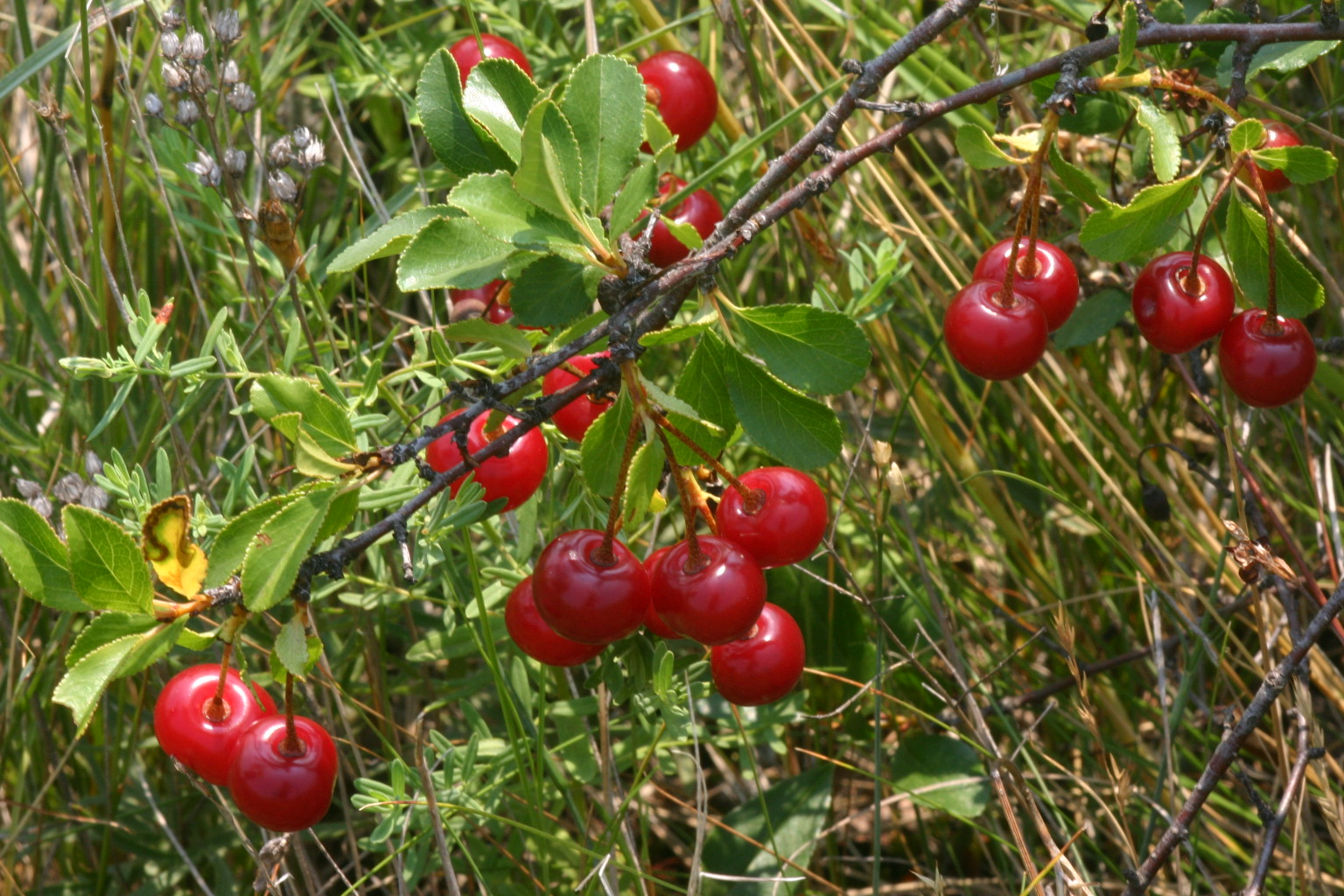
Buske med mogna frukter
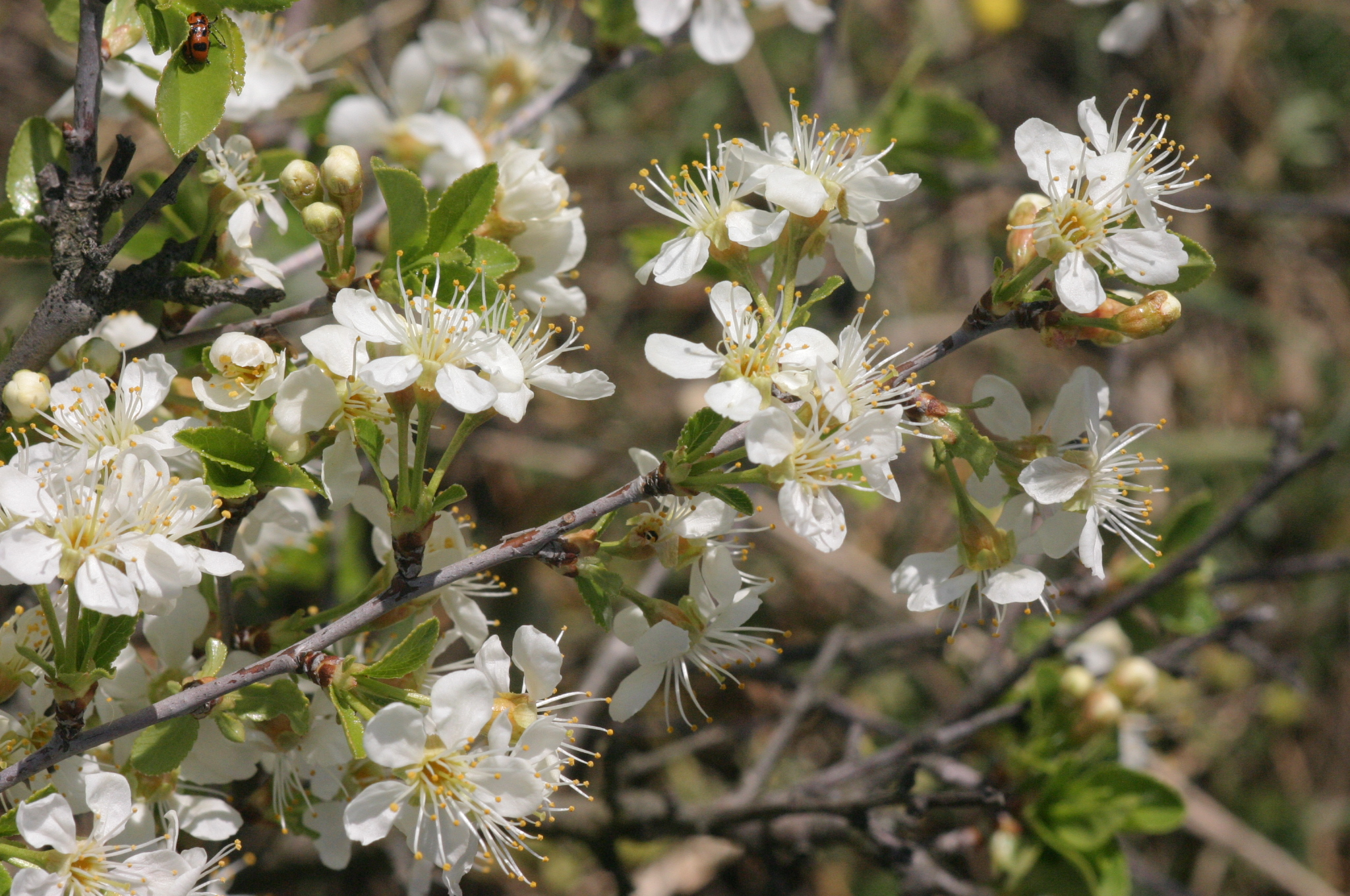
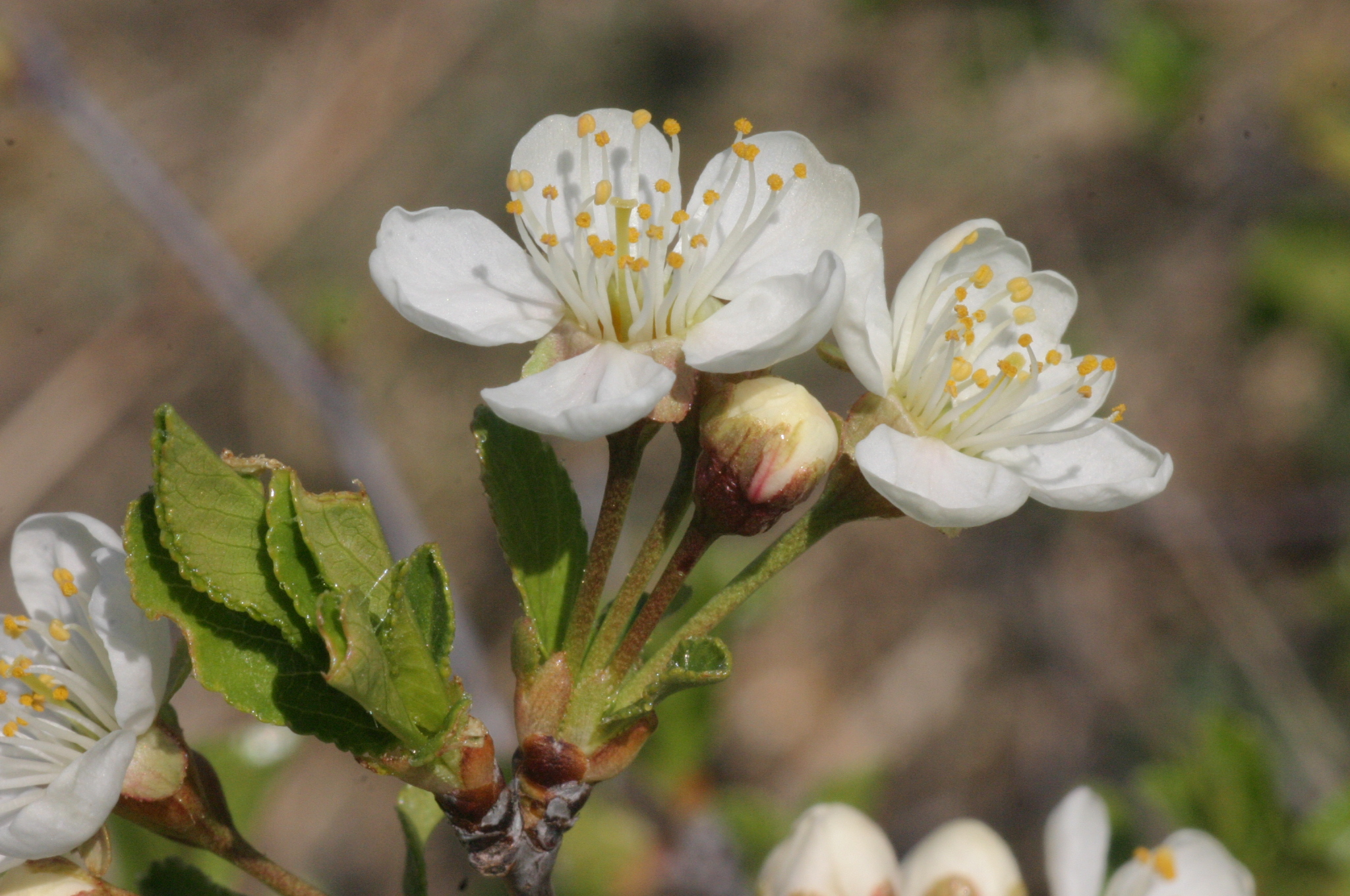
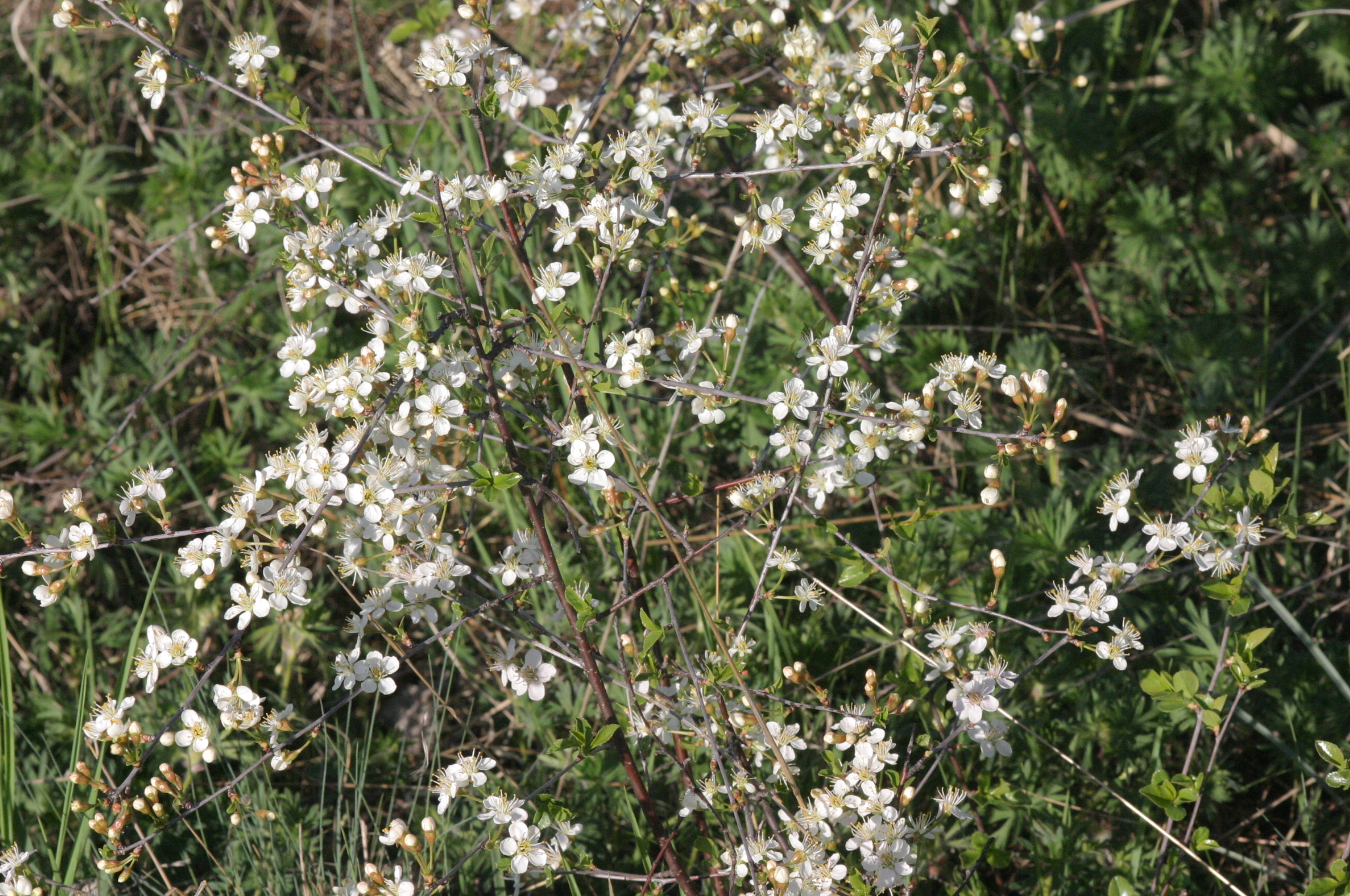